# Роже Менді
Роже Менді (фр. Roger Mendy, нар. 8 лютого 1960, Дакар) — сенегальський футболіст, що грав на позиції центрального захисника або ліберо.
Виступав, зокрема, за клуб «Монако» і національну збірну Сенегалу. Володар Кубка Франції. 

## Клубна кар'єра
Народився 8 лютого 1960 року в місті Дакар. Вихованець футбольної школи клубу «Жанна д'Арк». Дорослу футбольну кар'єру розпочав 1978 року в основній команді того ж клубу, в якій провів вісім сезонів. 
Протягом 1986—1989 років захищав кольори команди клубу «Тулон».
Своєю грою за останню команду привернув увагу представників тренерського штабу клубу «Монако», до складу якого приєднався 1989 року. Відіграв за команду з Монако наступні три сезони своєї ігрової кар'єри. У цей час монегаски не опускалися нижче третього місця в чемпіонаті Франції, двічі грали у фіналі національного кубка і один раз — у фіналі Кубка володарів кубків.
Завершив професійну ігрову кар'єру в італійській «Пескарі», за команду якого виступав протягом 1992—1994 років.

## Виступи за збірну
1979 року дебютував в офіційних матчах у складі національної збірної Сенегалу. Протягом кар'єри у національній команді, яка тривала 15 років, провів у формі головної команди країни 87 матчів.
У складі збірної був учасником Кубка африканських націй 1990 року в Алжирі та Кубка африканських націй 1992 року у Сенегалі.

## Титули і досягнення
- Володар Кубка Франції (1):

«Монако»:  1990-1991

## Статистика
Статистика клубних виступів:
| Турнір                 | «Тулон» | «Тулон» | «Монако» | «Монако» | «Пескара» | «Пескара» | Всього | Всього |
| Турнір                 | І       | Г       | І        | Г        | І         | Г         | І      | Г      |
| ---------------------- | ------- | ------- | -------- | -------- | --------- | --------- | ------ | ------ |
| Кубок кубків           | —       | —       | 16       | 1        | —         | —         | 16     | 1      |
| Кубок УЄФА             | —       | —       | 5        | 0        | —         | —         | 5      | 0      |
| Чемпіонат Франції      | 95      | 6       | 85       | 4        | —         | —         | 180    | 10     |
| Кубок Франції          | 7       | 0       | 9        | 1        | —         | —         | 16     | 1      |
| Чемпіонат Італії       | —       | —       | —        | —        | 16        | 1         | 16     | 1      |
| Кубок Італії           | —       | —       | —        | —        | 2         | 0         | 2      | 0      |
| Чемпіонат Італії (Д-2) | —       | —       | —        | —        | 11        | 1         | 11     | 1      |
| Всього                 | 102     | 6       | 115      | 6        | 29        | 2         | 246    | 14     |